# ワールドチャンピオンシップボクシング
『ワールドチャンピオンシップボクシング』 (HBO World Championship Boxing、WCBと略される) は、アメリカのケーブルテレビ局・HBOで放送していたプロボクシング中継番組。年間10回ほど放送していた。番組が終了した2018年の番組平均視聴者数は61万4千人だった。
日本ではWOWOW「エキサイトマッチ」が試合映像を放送していた。

## 概要
HBOが放送していたボクシング中継番組で最上位に位置づけられていた番組であり、同じHBOのボクシング中継番組「ボクシングアフターダーク」の上位にワールドチャンピオンシップボクシングが位置づけられていた。アメリカ国内で行われる中量級、重量級の世界タイトルマッチを中心に放送していた。
1973年1月22日、ジョージ・フォアマンvsジョー・フレージャー戦で放送開始。以来、モハメド・アリの試合や マイク・タイソン の試合など、数多くのビッグマッチを放送していた。1990年2月11日、初の日本からの衛星生中継として東京ドームでジェームス・ダグラスがマイク・タイソンを下した試合も放送した。
2013年3月、ボクシング放送局としてHBOとライバル関係にあるテレビ局 ショウタイム と繋がりが深いゴールデンボーイ・プロモーションズ傘下の選手の試合を今後は放送しないことを発表した。2015年夏ごろからこの問題は徐々に解消しゴールデンボーイ・プロモーションズ傘下の選手の試合を放送するようになった。しかしゴールデンボーイ・プロモーションズと入れ替わるようにアル・ヘイモン傘下の選手の試合を放送しなくなり、番組終了まで放送しなかった。
2015年6月7日、ティモシー・ブラッドリーvsジェシー・バルガスの前座で行われたオスカル・バルデスvsルベン・タマヨの試合でボクシングアフターダークを含むHBOが放送した試合として1000試合目の放送を迎えた。
2018年5月5日、HBOがボクシングの放送を開始して以来45年間の歴史で初めて放送する女子の試合としてセシリア・ブレークフスvsカーリー・レイスを放送した（メインイベントはゲンナジー・ゴロフキンvsバネス・マーティロスヤン）。
2018年9月27日、HBOが年内でボクシングを撤退し、放送を打ち切ることを発表した（ペイ・パー・ビュー放送はゴロフキンVSサウル・アルバレス第2戦で終了）。視聴者数の低下や高コストの番組制作費が撤退の理由として上げられ、HBOスポーツのトップ、ピーター・ネルソンは、「視聴者調査で、ボクシングはもはや契約者がHBOと契約する決定要因ではなくなったことがわかった」と話した。
2018年11月24日、エテズス・アリーナにて行われたディミトリー・ビボルVSジャン・パスカルの放送を最後に45年の歴史に幕を下ろした。

## 出演者
- ジム・ランプリー（進行、実況）
- マックス・ケラーマン（解説、レポーター、インタビュアー）
- ハロルド・レーダーマン（1986年から、番組内で非公式の独自採点「レーダーマンスコア」を出している。元オハイオ州コミッションの公認ジャッジで1999年まで現役だった[13]）
- ロイ・ジョーンズ・ジュニア（レギュラー解説）
- バーナード・ホプキンス(解説、ゴールデンボーイ・プロモーションズの放送時限定で解説)

### 過去の出演者
- エマニュエル・スチュワード
- バリー・トムキンズ
- フラン・チャールズ
- ギル・クランシー
- ハワード・コーセル
- ラリー・マーチャント（2012年12月に引退を表明し一線からは退いたが、アメリカ国外からの中継では今でも進行役を務める場合もある）
- ジョージ・フォアマン
- レノックス・ルイス
- シュガー・レイ・レナード
- アル・マイクルズ

## 日本人選手が放送された試合
| 日付          | 試合                              | 視聴者数  | 参考                                             |
| ------------- | --------------------------------- | --------- | ------------------------------------------------ |
| 2017年8月26日 | ミゲール・コット vs. 亀海喜寛     | 73万人    |                                                  |
| 2016年9月10日 | 亀海喜寛 vs. ヘスス・ソト・カラス | 66万7千人 | ローマン・ゴンザレスvsカルロス・クアドラスの前座 |